# Nicola Malinconico
Nicola Malinconico (Nápoles, 3 de agosto de 1663 – 25 de março de 1721) foi um pintor italiano do período barroco. 
Ele é conhecido como um seguidor de Luca Giordano e pintou telas principalmente religiosas. Ele pintou os retábulos da capela para a igreja de St, Michele Arcangelo, em Anacapri, na Itália. Ele também pintou obras de vida morta lembrando o trabalho de Pietro Paolo Bonzi e Paolo Porpora e foi influenciado pelo pintor flamengo da vida selvagem David de Coninck.
Por volta de 1700, foi encomendado pelo bispo Oronzo Filomarino para decorar a catedral de Gallipoli na província de Lecce. Ele completou grandes telas de Cristo limpando os credores do templo na contra-fachada; Entrada em Jerusalém, Milagre dos coxos, Enterro de Santa Agatha. No teto, ele pintou Saint Agatha para a Erupção do vulcão Etna; Santa Agatha visita St. Peter na prisão; a Glória de Santa Agatha, o julgamento e a condenação de Santa Agatha (1715) e o martírio de São Sebastião. 
Um segundo ciclo de pinturas foi completado com a ajuda de seu filho Carlo.